# 스위트 칠리 소스
스위트 칠리 소스(영어: sweet chilli sauce)로 알려진 남 찜 까이(태국어: น้ำจิ้มไก่)는 태국의 고추 소스이다. 찍어 먹는 딥인 남 찜의 일종으로, 닭고기 및 여러 가지 튀김을 찍어 먹는다.

## 이름
영어 "스위트 칠리 소스(sweet chilli sauce)"는 "달콤한 고추 소스"라는 뜻이다. 형용사 "스위트(sweet)"는 "달다"를, 명사 "칠리(chilli)"와 "소스(sauce)"는 각각 "고추"와 "액체 양념"을 뜻한다.
태국어 "남 찜 까이(น้ำจิ้มไก่)"는 "닭고기를 찍어 먹는 소스"라는 뜻이다. "남 찜(น้ำจิ้ม)"은 "물, 액체, 소스"를 뜻하는 명사 "남(น้ำ)"와 "찍다"를 뜻하는 동사 "찜(น้ำจิ้มไก่)"로 이루어진 말로, "찍어 먹는 소스"를 뜻한다. 명사 "까이(ไก่)"는 "닭, 닭고기"라는 뜻이다.

## 만들기
맵지 않은 치파고추와 매운 새눈고추, 마늘을 빻은 다음, 식초와 설탕, 소금을 넣고 끓인다. 녹말물을 타 점도를 맞춘다.

## 같이 보기
- 고추 소스